# Metadiplodia eucalypti
Metadiplodia eucalypti är en svampart som beskrevs av Syd. 1937. Metadiplodia eucalypti ingår i släktet Metadiplodia, divisionen sporsäcksvampar och riket svampar.   Inga underarter finns listade i Catalogue of Life.